# Wiśniowa (Świdnica)

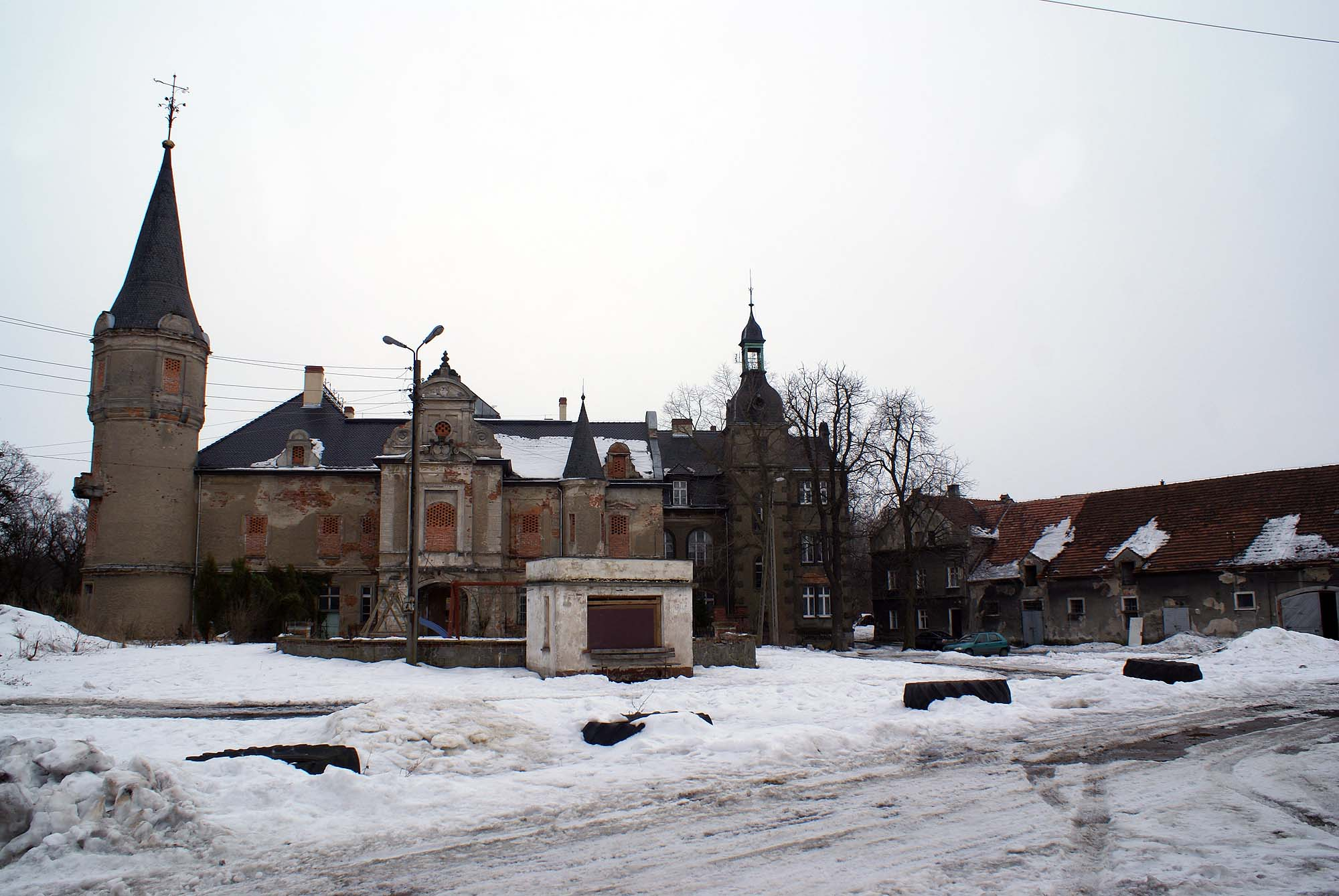
Schloss Roth Kirschdorf

Wiśniowa (deutsch Roth Kirschdorf) ist ein Ort in der Landgemeinde Świdnica (Schweidnitz) im Powiat Świdnicki der Woiwodschaft Niederschlesien in Polen.

## Lage
Wiśniowa liegt sieben Kilometer nordöstlich von Świdnica (Schweidnitz) und 47 Kilometer südwestlich von Breslau.
Nachbarorte sind Bagieniec (Teichenau) im Westen, Wierzbna (Würben) im Norden, Niegoszów (Nitschendorf) im Osten, Sulisławice (Zülzendorf) im Süden.

## Geschichte
Roth Kirschdorf entstand möglicherweise im Zuge der Ostkolonisation durch deutsche Siedler. Frühere Besitzer waren: 1484 George Mettke, 1487 Hans Mettke, 1550 Hans von Mühlberg, 1568 Ulrich von Strachwitz, 1607 Christoph von Strachwitz, 1620 Nikol von Gellhorn, 1639 Friedrich von Lüttwitz, 1682 Frau Ursula Marianna Sophia von Schweinichen, geb. von Reibnitz und Wolframsdorf. Möglicherweise deren Bruder aus der Familie von Reibnitz verkaufte es Christoph Ernst von Sommerfeld und Falkenhayn. Nach dessen Tode erbte es sein ältester Sohn Franz, von dem es auf seinen jüngeren Bruder Johann Gottlieb von Sommerfeld und Jakobsdorf überging. Seit 1783 gehörte es dessen Gemahlin Juliana Maria geb. von Tschammer.
Nach dem Ersten Schlesischen Krieg fiel Roth Kirschdorf 1741/42 mit dem größten Teil Schlesiens an Preußen und wurde in den Kreis Schweidnitz eingegliedert. 1785 zählte das Dorf ein Vorwerk, vier Gärtner, neun Häuslerstellen und 114 Einwohner. Evangelisch war Roth Kirschdorf zur Friedenskirche Schweidnitz gepfarrt. Roth Kirschdorf gehörte zum Amtsbezirk Teichenau. 1928 erfolgte der Zusammenschluss der Landgemeinden Roth Kirschdorf und Zülzendorf zur neuen Landgemeinde Zülzendorf.
Als Folge des Zweiten Weltkriegs fiel Roth Kirschdorf mit dem größten Teil Schlesiens 1945 an Polen. Nachfolgend wurde es in Wiśniowa umbenannt. Die deutschen Einwohner wurden, soweit sie nicht vorher geflohen waren, vertrieben. Die neu angesiedelten Bewohner waren teilweise Zwangsumgesiedelte aus Ostpolen, das an die Sowjetunion gefallen war.

## Sehenswürdigkeiten
- Schloss Roth Kirschdorf, 1872–1884 im Neorenaissancestil erbaut
- Schlosspark

## Persönlichkeiten
- Hans von Zedlitz-Leipe (1833–1889), deutscher Verwaltungsbeamter und Rittergutsbesitzer